# طوي النصف (سمائل)
طوِي النُصف منطقة سكنية تقع في ولاية سمائل، التابعة لمحافظة الداخلية في سلطنة عمان. وسميت بهذا الاسم لوجودها في منتصف الطريق للقوافل المتجهة بين سمائل ووادي بني رواحة على طريق مسقط نزوى حاليا وكانت توجد بها طوي (بئر ماء) تتوقف عندها القوافل للاستراحة والتزود بالماء، يقدر عدد سكانها بـ 11 الف نسمة حسب إحصاء عام 2010 التابع للمركز الوطني للإحصاء والمعلومات الحكومي. رمز المنطقة هو 50730110.
تتقسم إلى ٦ مناطق وهي:
الأولى وبها مسجد الفلاح
الثانية وبها جامع المعين
والثالثة وبها مسجد الحياة
والرابعة
والخامسة وبها مسجد الرزاق جل جلاله
والسادسة وهي آخر منطقة

## الوصلات الخارجية
- المركز الوطني للإحصاء والمعلومات، سلطنة عمان